# Godeok-myeon, Yesan-gun
Godeok-myeon (koreanska: 고덕면) är en socken i Sydkorea.  Den ligger i kommunen Yesan-gun i provinsen Södra Chungcheong, i den centrala delen av landet, 90 km söder om huvudstaden Seoul.